# Victoria City

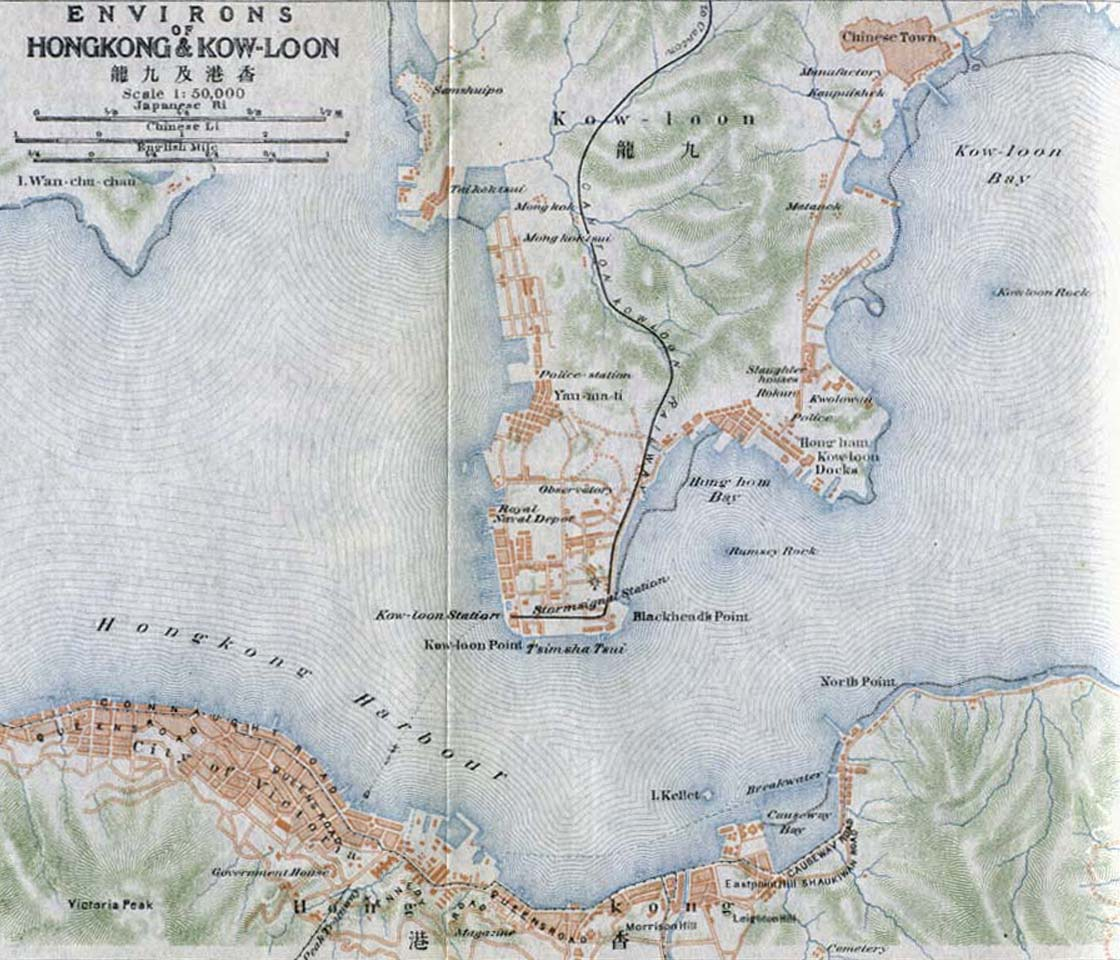
Victoria City
Una mappa del 1915 individua Victoria City in basso

Victoria City è uno dei primi insediamenti a Hong Kong, dopo che divenne Colonia britannica nel 1842. Inizialmente fu chiamato Queenstown, ma rapidamente fu conosciuta come Victoria (nome della Regina Inglese in quel periodo). Il nome "Victoria" è raramente usato oggi, eccetto per riferirsi al Parco (Victoria Park), al Picco (Victoria Peak) e al porto (Victoria Harbour). È stata nominata spesso come "capitale" di Hong Kong durante il governo britannico, in quanto tutti i dipartimenti governativi avevano sede qui.

## Storia

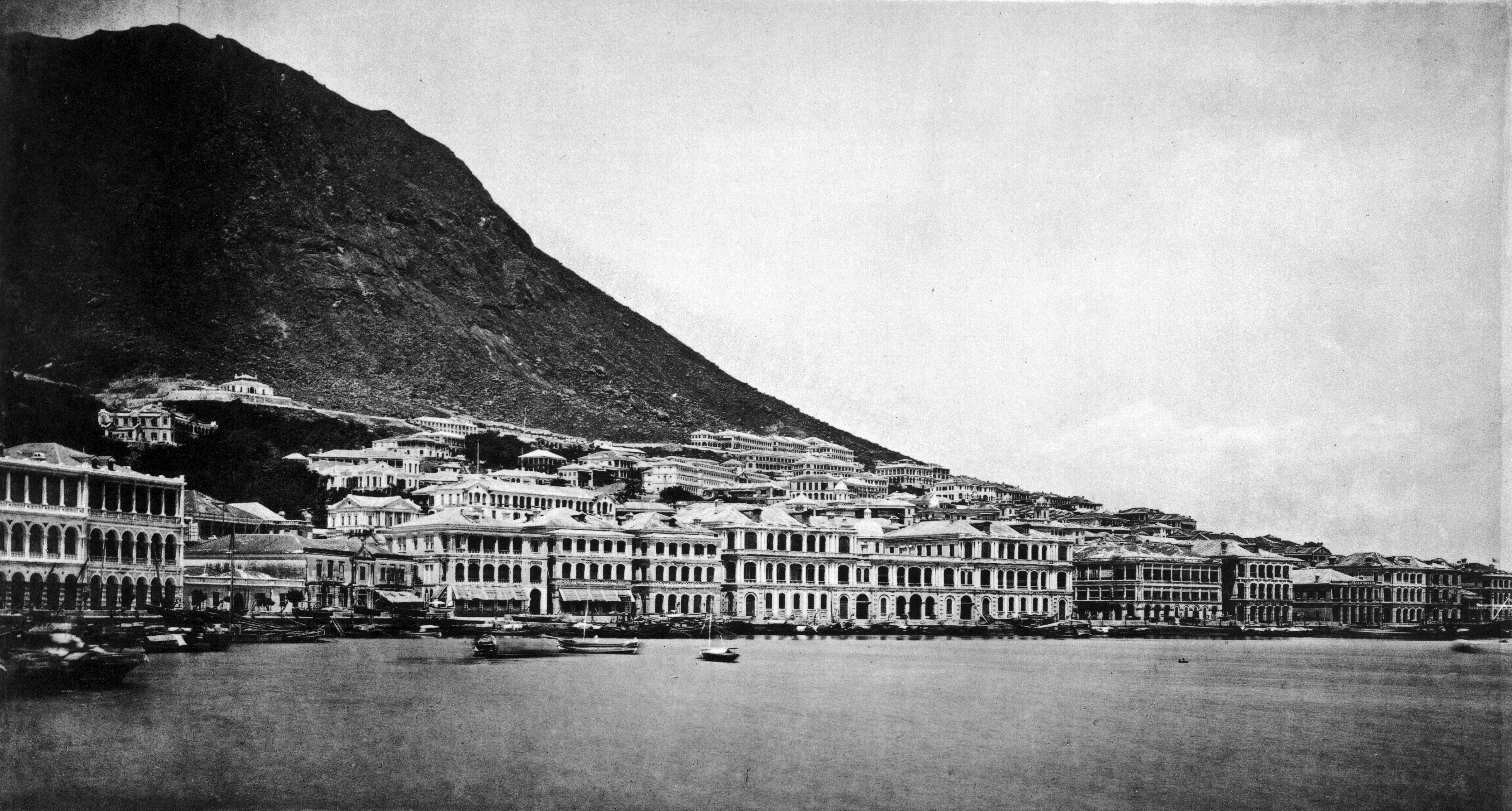
Praya Central
Vista di Praya nel 1870

Nel 1857, il governo inglese espanse l'influenza di Victoria City e la divise in quattro "wans" (環) (letteralmente "anelli"). I quattro wans sono Sai Wan ("Anello Ovest" in cinese, oggi Sai Wan include Kennedy Town, Shek Tong Tsui, e Sai Ying Pun), Sheung Wan ("Anello Alto" in cinese), Choong Wan o Chung Wan ("Anello Centrale" in cinese, oggi centro della città) e Ha Wan ("Anello Basso" in cinese, oggigiorno Wan Chai, unico ad aver cambiato nome).
I quattro wans furono ulteriormente divisi in nove "yeuks" (約) (simili a "distretti" o "rioni". L'area della città include parte di East Point e Happy Valley
Nel 1903, pietre di confine furono insediate per marcare i confini della City e sei di quelle sono ancora oggi preservate al loro posto. Le pietre si trovano tra Causeway Bay e Kennedy Town.
Nel 1890 la città si estendeva per più di 6 km. Le costruzioni erano di granito e mattoni. I Bus e le nuove tramvie sarebbero poi diventate la principale forza di trasporto dell'area.

## Distretti oyeuks
- Shektongtsui
- Sai Ying Poon
- Taipingshan
- Sheung Wan
- Choong Wan (oggi Central)
- Ha Wan (oggi Admiralty)
- Wan Chai
- Bowrington (oggi tra Wan Chai e Causeway Bay)
- Soo Kun Po